# Ewald Wenck

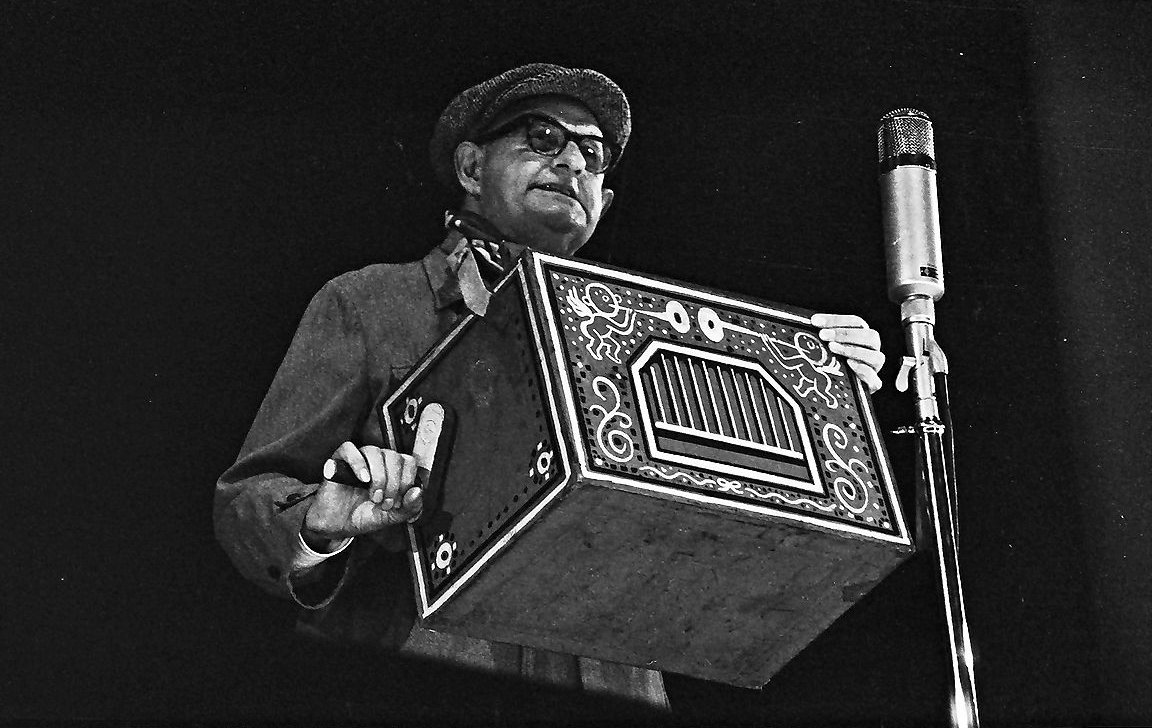
Ewald Wenck bei einem Gastspiel der Insulaner, 1959

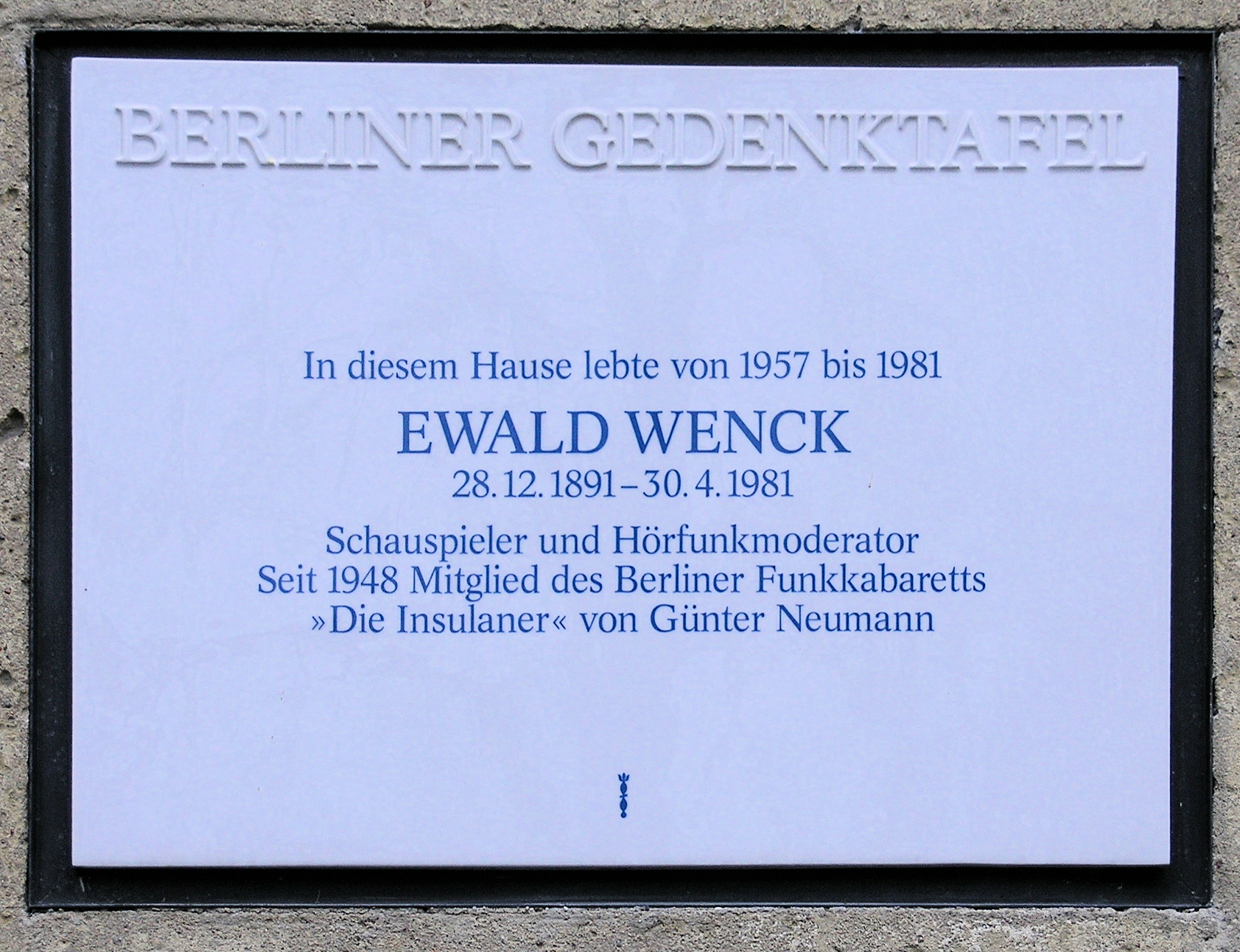
Berliner Gedenktafel am Haus Unter den Eichen 104a, in Berlin-Lichterfelde

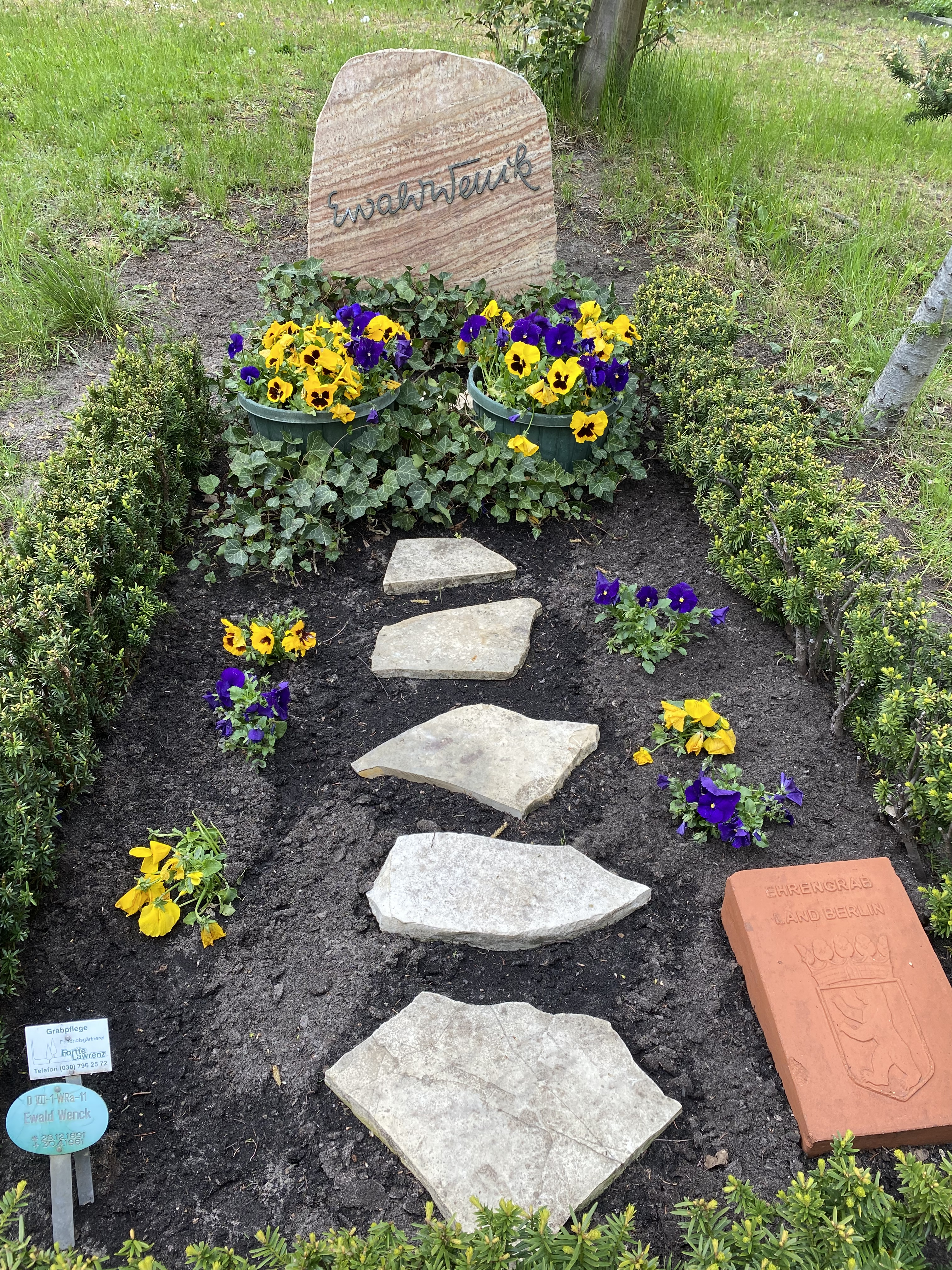
Grabstätte

Hermann Ewald Wenck (* 28. Dezember 1891 in Berlin; † 30. April 1981 ebenda) war ein deutscher Schauspieler, Kabarettist und Radio-Moderator.

## Leben
Wenck war der Sohn des Berliner Buchbindermeisters Ludwig Oskar Wenck (1843–1903) und dessen Frau Martha Emilie, geb. von Kozielecka (1858–1940).
Er gab sein Theaterdebüt nach privatem Schauspielunterricht 1912 am Stadttheater Bautzen in Shakespeares Was ihr wollt. Weitere Engagements folgten in Konstanz, Gera und schließlich Berlin. In Berlin agierte Wenck vor allem am Metropoltheater und am Admiralspalast.
Ewald Wenck startete seine Laufbahn als Filmschauspieler 1919 in der Stummfilmära und als Darsteller in Hans Werckmeisters Margots Freier. Seinen eigentlichen Durchbruch hatte er allerdings erst mit dem Aufkommen des Tonfilms, als er in den 1930er- und 1940er-Jahren ein gefragter Darsteller wurde. Häufig wurde er jedoch in kleineren Rollen besetzt, avancierte aber in der Folgezeit zu einem der meistbeschäftigten Nebendarsteller des deutschen Films. Auch während des Zweiten Weltkrieges gelang es ihm, in diversen Unterhaltungsfilmen mitzuwirken, darunter deutsche Filmklassiker wie Helmut Weiss’ Die Feuerzangenbowle aus dem Jahr 1944.
Nach Kriegsende wurde Wenck in Deutschland vor allem durch seine Mitwirkung in dem RIAS-Rundfunkkabarett Die Insulaner sowie in den RIAS-Hörspielserien Pension Spreewitz und als Erzähler in Damals war’s – Geschichten aus dem alten Berlin populär. In 282 RIAS-Sendungen trat er danach ab dem 27. Januar 1970 als der älteste DJ der Welt in Ewalds Schlagerparade (Autor: Michael Alex) bis zum 26. Januar 1981 auf, die er regelmäßig mit den Worten „Opi Dopi“ und „Hallo Fans, hier ist wieder Ewalds Schlagerparade – Eine moderne Hitsendung für reife Hörer“ moderierte.
Er wurde auf dem Friedhof Steglitz beigesetzt. Auf Beschluss des Berliner Senats ist die letzte Ruhestätte von Ewald Wenck (Grablage: Feld D VII 1.WR A 11) seit August 2021 als Ehrengrab des Landes Berlin gewidmet. Diese Widmung gilt für die übliche Frist von zwanzig Jahren, kann anschließend aber verlängert werden.

## Filmografie
- 1919: Margots Freier
- 1929: Wir halten fest und treu zusammen
- 1930: Der Schuß im Tonfilmatelier
- 1932: Drei von der Kavallerie
- 1932: Strich durch die Rechnung
- 1933: Das häßliche Mädchen
- 1933: Viktor und Viktoria
- 1934: Besuch im Karzer
- 1934: Die englische Heirat
- 1934: Ferien vom Ich
- 1934: Herr Kobin geht auf Abenteuer
- 1934: Ich bin Du
- 1934: Jungfrau gegen Mönch
- 1934: Die Liebe und die erste Eisenbahn
- 1934: Der Polizeibericht meldet
- 1934: Rhapsodie. Ein musikalisches Intermezzo aus dem Leben Franz Liszts (Kurzfilm)
- 1934: Ritter wider Willen
- 1934: Die rosarote Brille
- 1934: Seine beste Erfindung
- 1934: Die Töchter Ihrer Exzellenz
- 1934: Der zerstreute Walzer – Eine musikalische Phantasie
- 1935: Achte mir auf Gakeki
- 1935: Amphitryon – Aus den Wolken kommt das Glück
- 1935: Das Einmaleins der Liebe
- 1935: Das Geschenk
- 1935: Herbstmanöver
- 1935: Mach' mich glücklich
- 1935: Schwarze Rosen
- 1935: Der Taler der Tante Sidonie
- 1935: Die Werft zum Grauen Hecht
- 1936: Donogoo Tonka
- 1936: Der Dschungel ruft
- 1936: Fünf Personen suchen Anschluss
- 1936: Inkognito
- 1936: Kalbsragout mit Champignons
- 1936: Moral
- 1936: Patentkunstschloss
- 1936: Potpourri
- 1936: Rosen und Liebe
- 1936: Savoy-Hotel 217
- 1936: Susanne im Bade
- 1936: Verräter
- 1936: Vier Mädel und ein Mann
- 1936: Waldwinter
- 1936: Wir gratulieren
- 1936: Wochenendzauber
- 1936: Familienparade
- 1937: Der Biberpelz
- 1937: Die Erbschleicher
- 1937: Der Etappenhase
- 1937: Das große Abenteuer
- 1937: Man spricht über Jacqueline
- 1937: Pan
- 1937: Patrioten
- 1937: Das Quartett
- 1937: Vom Regen in die Traufe
- 1937: Vor Liebe wird gewarnt
- 1937: Wenn du eine Schwiegermutter hast
- 1937: Wer hat Angst vor Marmaduke?
- 1937/53: Starke Herzen
- 1938: Die Umwege des schönen Karl
- 1938: Aber mein lieber Herr Neumann
- 1938: Dreiklang
- 1938: Großalarm
- 1938: Klimbusch macht Wochenende
- 1938: Ein Lied von Liebe
- 1938: Scheidungsreise
- 1938: Skandal um den Hahn
- 1938: Spiel im Sommerwind
- 1938: Der Tag nach der Scheidung
- 1938: Urlaub auf Ehrenwort
- 1938: Wochenendfriede
- 1938: Zwischen den Eltern
- 1938: Verwehte Spuren
- 1939: Alarm auf Station III
- 1939: Bel Ami
- 1939: Evtl. spätere Heirat nicht ausgeschlossen
- 1939: Frau am Steuer
- 1939: Der grüne Kaiser
- 1939: Hochzeit mit Hindernissen
- 1939: Ich verweigere die Aussage
- 1939: In letzter Minute
- 1939: Irrtum des Herzens
- 1939: Salonwagen E 417
- 1939: Sommer, Sonne, Erika
- 1939: Der Stammbaum des Dr. Pistorius
- 1939: Verdacht auf Ursula
- 1939: Wenn Männer verreisen
- 1939: Die kluge Schwiegermutter
- 1939: Ich bin gleich wieder da
- 1939/41: Frauen sind doch bessere Diplomaten
- 1940: Alles Schwindel
- 1940: Falschmünzer
- 1940: Frau nach Maß
- 1940: Herz – modern möbliert
- 1940: Herz ohne Heimat
- 1940: Links der Isar – rechts der Spree
- 1940: Ihr Privatsekretär
- 1940: Der Kleinstadtpoet
- 1940: Mein Mann darf es nicht wissen
- 1940: Mädchen im Vorzimmer
- 1940: Die Rothschilds
- 1940: Weltrekord im Seitensprung
- 1940: Wunschkonzert
- 1940: Der ungetreue Eckehart
- 1941: Alarm
- 1941: … reitet für Deutschland
- 1941: Am Abend auf der Heide
- 1941: Frau Luna
- 1941: Der Gasmann
- 1941: Jakko
- 1941: Krach im Vorderhaus
- 1941: Leichte Muse
- 1941: Männerwirtschaft
- 1941: Sechs Tage Heimaturlaub
- 1941: U-Boote westwärts!
- 1941: Was will Brigitte?
- 1942: Die große Liebe
- 1942: Das große Spiel
- 1942: Meine Frau Teresa
- 1942: Stimme des Herzens
- 1942: Wir machen Musik
- 1942: Zwei in einer großen Stadt
- 1942: Liebeskomödie
- 1943: Die beiden Schwestern
- 1943: Besatzung Dora
- 1943: Gefährlicher Frühling
- 1943: Geliebter Schatz
- 1943: Die goldene Spinne
- 1943: Großstadtmelodie
- 1943: Karneval der Liebe
- 1943: Der kleine Grenzverkehr
- 1943: Leichtes Blut
- 1943: Liebesgeschichten
- 1943: Münchhausen
- 1943/46: Peter Voss, der Millionendieb
- 1944: Die Feuerzangenbowle
- 1944: Eine Frau für drei Tage
- 1944: Die Frau meiner Träume
- 1944: Der grüne Salon
- 1944: Der verzauberte Tag
- 1944: Ein schöner Tag
- 1944: Die Zaubergeige
- 1944: Ich hab’ von dir geträumt
- 1944/50: Mein Herz gehört Dir
- 1945: Erzieherin gesucht
- 1945: Kamerad Hedwig
- 1945: Der Mann im Sattel (UA: 2000)
- 1945: Die Schenke zur ewigen Liebe
- 1945: Leuchtende Schatten
- 1947: Kein Platz für Liebe
- 1948: Berliner Ballade
- 1949: Figaros Hochzeit
- 1949: Man spielt nicht mit der Liebe
- 1949: Unser täglich Brot
- 1950: Blauer Dunst
- 1950: Die Frau von gestern Nacht
- 1950: Herrliche Zeiten
- 1951: Die Frauen des Herrn S.
- 1951: Tanz ins Glück
- 1951: Torreani
- 1952: Ferien vom Ich
- 1952: Pension Schöller
- 1952: Ich heiße Niki
- 1953: Damenwahl
- 1953: Heimlich, still und leise
- 1953: Der keusche Josef
- 1953: Königliche Hoheit
- 1953: Schlagerparade
- 1953: Von Liebe reden wir später
- 1953: Was nicht im Baedecker steht: Bitte, einsteigen zu Käses Rundfahrt!
- 1953: Knall und Fall als Detektive
- 1954: Clivia
- 1954: Emil und die Detektive
- 1954: Ihre große Prüfung
- 1955: Sohn ohne Heimat
- 1955: Urlaub auf Ehrenwort
- 1955: Hotel Adlon
- 1956: Charleys Tante
- 1956: Pulverschnee nach Übersee
- 1956: Der schräge Otto
- 1956: Du bist Musik
- 1957: Der gläserne Turm
- 1958: Das gab's nur einmal
- 1958: Piefke, der Schrecken der Kompanie
- 1959: Schlag auf Schlag
- 1959: Du bist wunderbar
- 1959: Tausend Sterne leuchten
- 1959: Bobby Dodd greift ein
- 1960: Stefanie in Rio
- 1960: Das Spukschloß im Spessart
- 1962: Die Insulaner
- 1963: Schloß Gripsholm
- 1966: Das Millionending – Rififi in Berlin (Fernsehzweiteiler)
- 1967: Herrliche Zeiten im Spessart
- 1969: Klassenkeile
- 1969: Komische Geschichten mit Georg Thomalla (Fernsehserie)
- 1969: Dr. med. Fabian – Lachen ist die beste Medizin
- 1971: Drüben bei Lehmanns
- 1978: Der Pfingstausflug

## Hörspiele
- 1948: Hans Brennert: Die Hasenpfote (RIAS Berlin)
- 1948: Hermann Turowski: Singe, Säge, singe – Regie: Hanns Farenburg (Berliner Rundfunk)
- 1957–1964: Thierry: Pension Spreewitz (Opa Kurz) – Regie: Ivo Veit (150 Folgen) (RIAS Berlin)[3]
- 1964–1987: Diverse Autoren: Damals war's – Geschichten aus dem alten Berlin (Erzähler 1964–1981 in 33 Geschichten mit 368 Folgen) – Regie: Ivo Veit u. a.(40 Geschichten in 426 Folgen) (RIAS Berlin)[4][5]
- 1965: Thierry: So ein kleiner Lump! (Polizist 1) – Regie: Rolf von Goth (SFB)